# Cimara (Cibeureum)
Cimara is een bestuurslaag in het regentschap Kuningan van de provincie West-Java, Indonesië. Cimara telt 3460 inwoners (volkstelling 2010).